# Numancia (Schiff, 1864)
Die gepanzerte Fregatte Numancia war das erste Panzerschiff der spanischen Marine und auch das erste seiner Art, das eine Weltumrundung unternahm. Ein Vierteljahrhundert lang (bis zur Indienststellung der Pelayo) war die Numancia das stärkste Schlachtschiff der spanischen Marine. Insgesamt war sie ein halbes Jahrhundert lang im Dienst.

## Geschichte

Route der Weltumrundung der Numancia

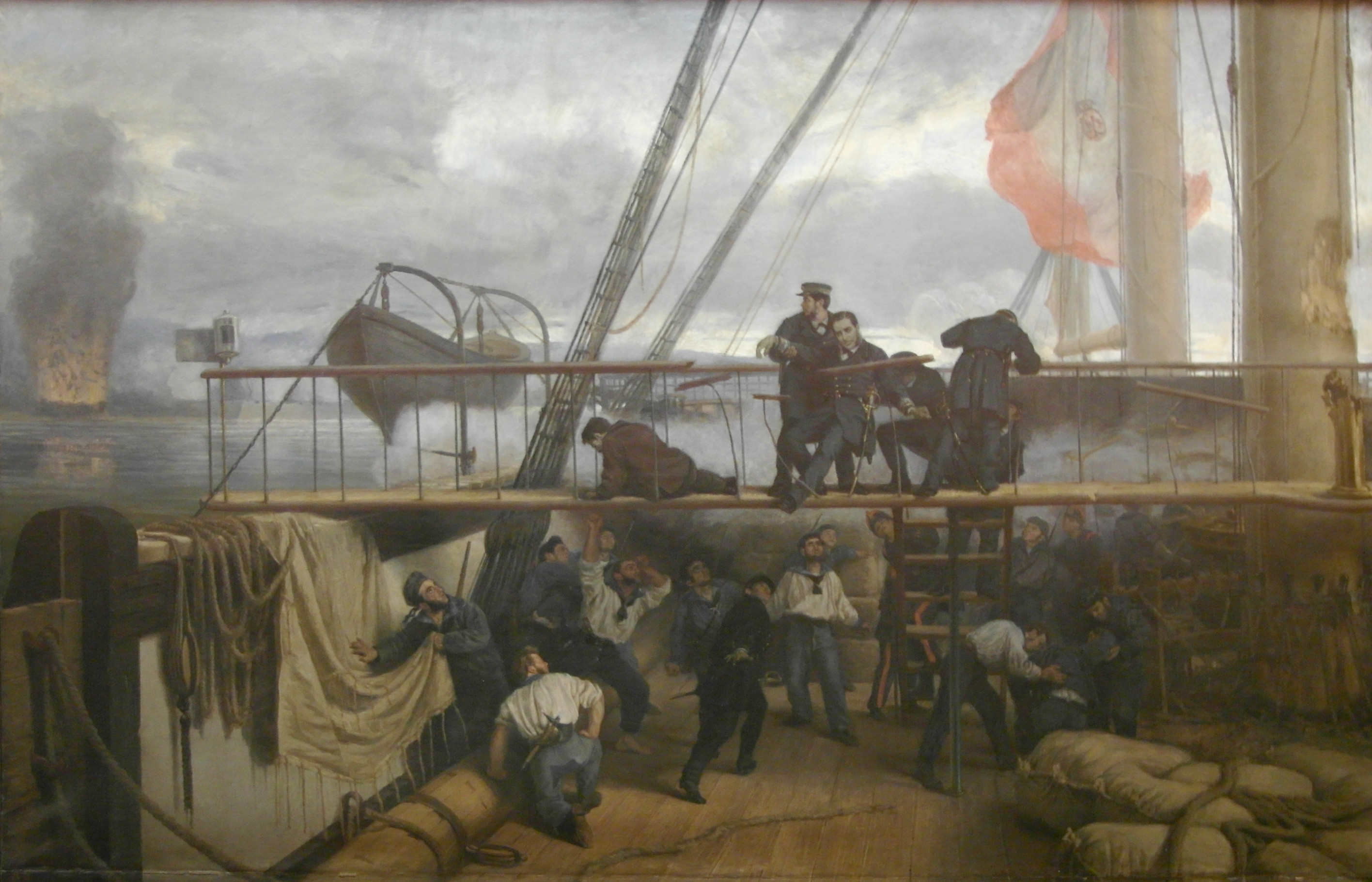
Beim Beschuss Callaos wurde die Numancia beschädigt und Admiral Méndez Núñez verwundet

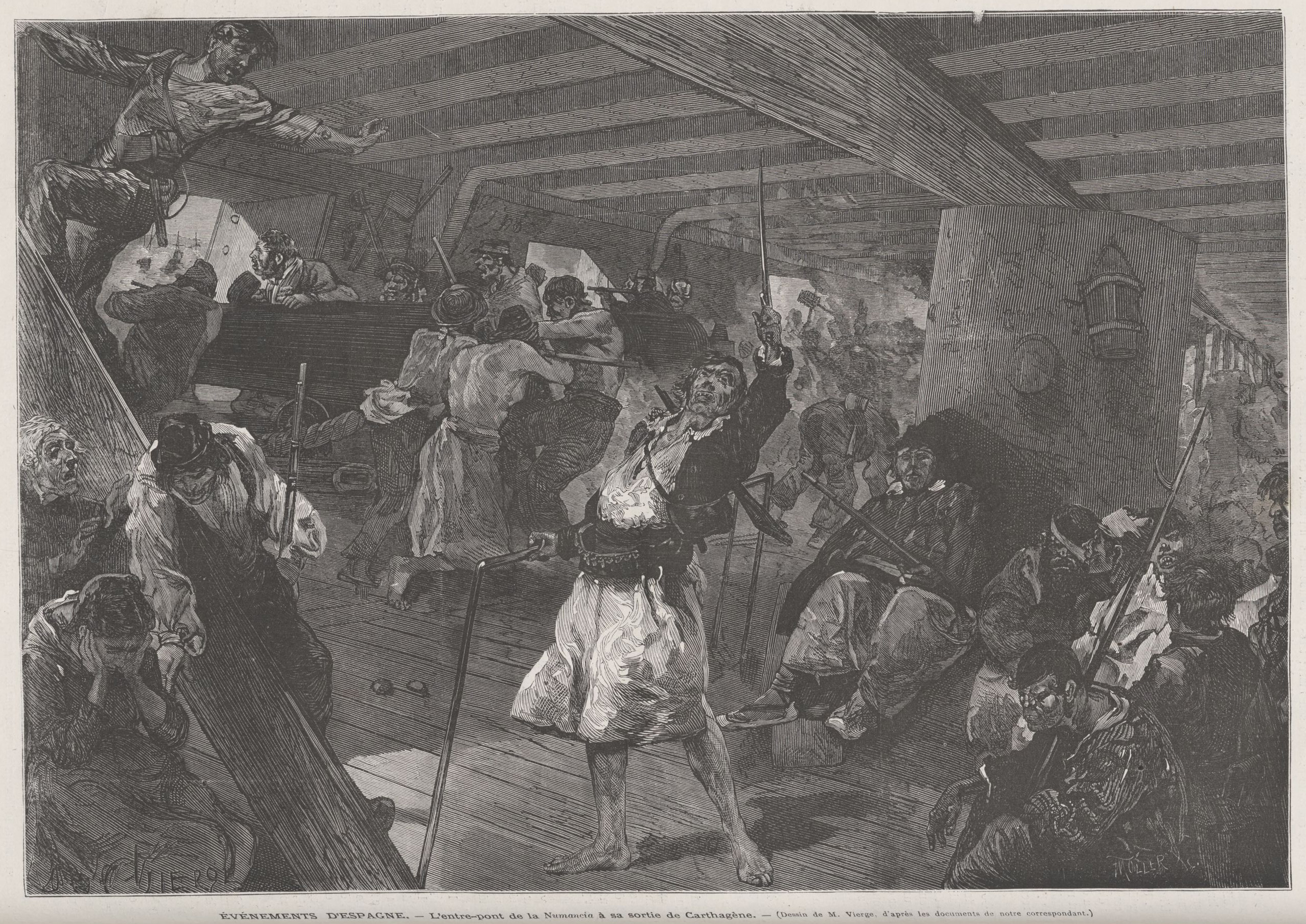
Cartagenas Kantonalisten mit der Numancia auf der Flucht

Die Numancia wurde von der französischen Werft Forges et Chantiers de la Méditerranée in La Seyne-sur-Mer gebaut und lief am 19. November 1863 vom Stapel. Die Fertigstellung des Schiffs erforderte in etwa ein weiteres Jahr. Am 20. Dezember 1864 erreichte das fertiggestellte Panzerschiff nach 43-stündiger Überführungsfahrt von Toulon aus Cartagena.
Am 4. Februar 1865 lief die Numancia von Cádiz zu einer Weltumsegelung aus, die sie nach zwei Jahren, sieben Monaten und sechs Tagen dort wieder beendete. Während dieser Weltumrundung nahm sie im Rahmen des Spanisch-Südamerikanischen Krieges 1866 an der Bombardierung von Valparaíso teil. Bei der anschließenden Bombardierung von Callao wurde die Numancia durch gegnerisches Abwehrfeuer stark beschädigt und Admiral Casto Méndez Núñez wurde schwer verwundet.
In den Folgejahren war das Panzerschiff an verschiedenen Einsätzen der spanischen Marine beteiligt. Im Jahr 1870 holte sie König Amadeus I. von La Spezia nach Cartagena.
Eine Schlüsselrolle spielte sie zur Zeit der Ersten Spanischen Republik. Als Flaggschiff der gegen die Zentralregierung kämpfenden Kantonalisten von Cartagena wurde sie 1873 zur Beschießung von Alicante und anderer spanischer Städte eingesetzt. In der Seeschlacht vor Cartagena kämpfte sie gegen ihr "Schwesterschiff" Vitoria. Nach ihrer Niederlage durchbrachen die Kantonalisten 1874 mit der Numancia die spanische Blockade Cartagenas und entkamen dank höherer Geschwindigkeit nach Algerien.
Im Oktober 1893 nahm die Numancia am Krieg um Melilla teil und bombardierte einige umliegende Dörfer der die Stadt belagernden Marokkaner. In den Jahren 1897 und 1898 lag die Numancia zusammen mit der Vitoria und der Pelayo zur Modernisierung an der Bauwerft in La Seyne. Dadurch kam sie für einen Einsatz im Spanisch-Amerikanischen Krieg zu spät.
Zusammen mit zwei französischen Kriegsschiffen beteiligte sich die Numancia Ende 1906 an einer Flottendemonstration vor Tanger. Sie blieb bis 1912 im Dienst der spanischen Marine und lag zuletzt wieder in Tanger. Nach der Außerdienststellung wurde das völlig veraltete Panzerschiff zum Verkauf zur Verschrottung angeboten. Der Verkauf wurde jedoch zunächst auf öffentlichen Druck hin aufgeschoben, da es Bestrebungen gab, das Schiff als historisches Erbe zu erhalten. Dies blieb letztlich erfolglos, so dass die Numancia 1916 zum Abwracken nach Bilbao verkauft wurde. Nachdem bereits zwei Versuche, das Schiff von Cádiz nach Bilbao zu überführen, gescheitert waren, strandete die Numancia beim dritten Anlauf am 17. Dezember 1916 an der portugiesischen Küste. Das Panzerschiff wurde in der Folge teilweise an Ort und Stelle abgewrackt.

## Technik
Die Numancia war mit einem eisernen Rumpf ausgestattet. Sie war 96,01 m lang und 17,37 m breit. Bei einer Verdrängung von 7189 t lag ihr maximaler Tiefgang bei 8,22 m. Die Besatzung des Schiffs hatte eine Sollstärke von 500 Mann.
Als Antrieb diente der Numancia eine Dampfmaschine, die eine indizierte Leistung von 3700 PS an eine Schraube mit 6,35 m Durchmesser weitergab. Der Dampfantrieb ermöglichte dem Schiff eine Höchstgeschwindigkeit von 10 kn, der Brennstoffvorrat belief sich auf 1100 t Kohle. Beim Umbau 1897/98 erhielt das Panzerschiff eine neue Maschinenanlage, mit der eine Geschwindigkeit von maximal 13 kn möglich war. Zeittypisch verfügte die Numancia zudem über eine vollwertige Vollschifftakelage. Die Segelfläche maß 1846 m², was in zeitgenössischer Literatur als durchschnittlich und ausreichend bezeichnet wurde.
Als Bewaffnung befanden sich ursprünglich 40 68-Pfünder-Glattrohrkanonen an Bord der Numancia. Bis 1890 wurden diese durch Geschütze verschiedener Kaliber ersetzt. In diesem Jahr bestand die Bewaffnung des Schiffs hauptsächlich aus gezogenen Vorderladern von Armstrong, davon acht des Kalibers 25,4 cm sowie sieben des Kalibers 20,3 cm. Die 25,4-cm-Geschütze waren sämtlich auf dem Hauptdeck aufgestellt, ebenso vier der 20,3-cm-Geschütze. Die anderen drei Kanonen des kleineren Kalibers fanden ihren Platz auf dem Oberdeck. Ergänzt wurde die Bewaffnung durch eine auf dem Vorderschiff aufgestellte 20,0-cm-Hinterladerkanone von Hontoria, acht Maschinengewehren und zwei Torpedorohren mit 35 cm Durchmesser. Beim Umbau erhielt die Numancia erneut eine andere Bewaffnung, die aus Schnellfeuergeschützen der Kaliber 16,25 cm (vier Stück), 14 cm (sechs Stück) und 12 cm sowie zwölf Maschinengewehren und den bereits an Bord befindlichen Torpedorohren bestand.
Die Numanica verfügte über eine eiserne Panzerung. Die Batterie war mit einer 120 mm starken Panzerung geschützt. Der Gürtelpanzer war hingegen 14 cm dick, nahm jedoch an Bug und Heck jeweils um 10 mm ab. Die Gesamtmasse der Panzerung betrug 1355 t.